# Fahrtenlied

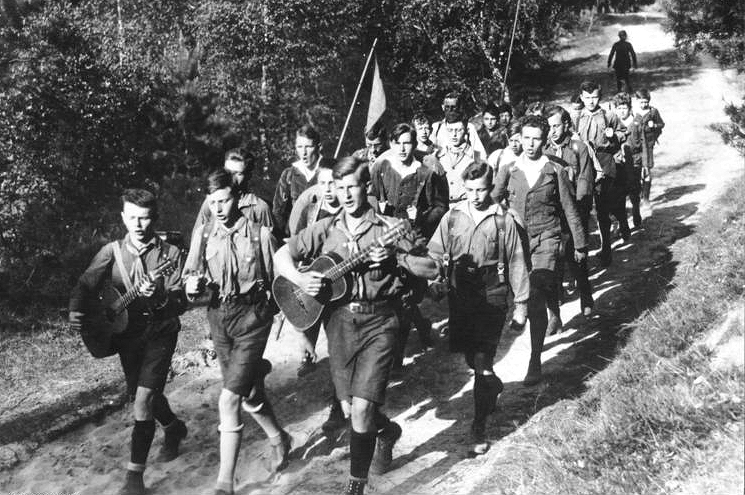
Gruppe von Wandervögeln singend auf der Fahrt (um 1930)

Ein Fahrtenlied ist ein Lied, das von Wandervögeln, Pfadfindern, Jungenschaftern oder anderen Angehörigen der Jugendbewegung gesungen wird. Im engeren Sinne bezeichnet es nur diejenigen Lieder, die von Angehörigen dieser Gemeinschaften für diese Gemeinschaften geschrieben und dort gesungen werden, im weiteren Sinne alles, was auf Ausflügen, Wanderungen oder Radtouren gesungen wird.
Das Wort Fahrtenlied ist vom Begriff Fahrt abgeleitet, der bei Wandervögeln und Pfadfindern eine in der Regel mehrtägige Wanderung oder im weiteren Sinne das Unterwegssein in der Natur bezeichnet. Im allgemeinen Sprachgebrauch wird hingegen meist vom Wanderlied gesprochen.

## Liedinhalte
Die Inhalte des Liedgutes sind durch die für die Jugendbewegung typischen Erlebnisinhalte und die Geschichte der Jugendbewegung geprägt.
Sie umfassen alle Erlebnisinhalte, die für das gemeinsame Auf-Fahrt-Gehen typisch sind, wie Naturerleben, gemeinsames Wandern, das Singen selbst, gegenseitige Unterstützung und typische Erlebnisse beim Umgang mit Außenstehenden. Außerdem kommen Lieder über Bevölkerungsgruppen und Subkulturen vor, die eine Lebensweise haben, die an das Fahrtenleben erinnert: Wandernde Gesellen, Kosaken, Sinti und Roma.
Auf Auslandsfahrten wurden Lieder der besuchten Länder in das Liedgut der Jugendbünde übernommen. So gehören zu ihrem Fahrtenliedschatz Lieder aus den beliebten Fahrtenländern Norwegen, Schweden und Finnland, sowie in der Zeit der Weimarer Republik Russland und ebenso Lieder über diese Länder.

### Entwicklung des Liedschatzes

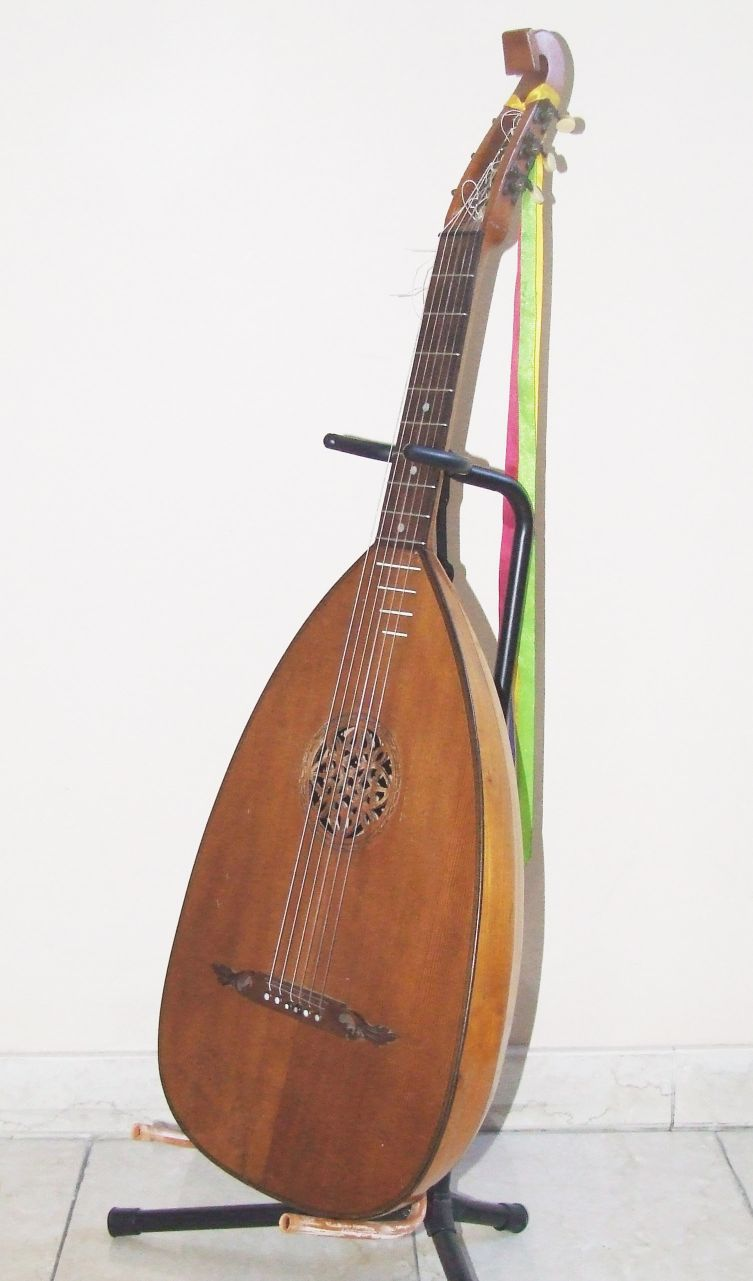
Die Gitarrenlaute war das übliche Begleitinstrument der Wandervogelbewegung

#### Der Zupfgeigenhansl
Um 1900 entdeckte die Wandervogelbewegung das Volkslied neu. Hans Breuer veröffentlichte 1909 mit der Volksliedsammlung Der Zupfgeigenhansl das Liederbuch der Jugendbewegung. 1913 erschien die 10. und endgültige Auflage dieses Werkes, von der bis 1933 weit über eine Million Exemplare gedruckt und verbreitet wurden. Nach dem Ersten Weltkrieg brachen die Bemühungen dieser Bewegung zunächst zusammen.
Die zweitwichtigste Quelle der bündischen Lieder ist relativ unbekannt: das Allgemeine Deutsche Kommersbuch. In ihrer Anfangsphase griffen die Wandervögel das Liedgut der Studenten auf. So sind beispielsweise viele Soldatenlieder, die um 1900 bekannt waren, in das bündische Liedgut aufgenommen worden, später entstandene dagegen nicht. Sie haben Tod und Verderben gespien (Text von Ferdinand Freiligrath) ist ein Beispiel.
In den 1910er Jahren waren die Gedichte von Börries Freiherr von Münchhausen Allgemeingut. Sie wurden vielfach vertont, unter anderem von Robert Götz das Lied  Jenseits des Tales. Auch die Gedichte von Klabund wurden oft vertont. Viele Lieder aus der Zeit gab es mit verschiedenen Melodien, ihre Verbreitung erfolgte oft noch mündlich.
Fritz Jöde vertonte Der Kleine Rosengarten und Auf der Lüneburger Heide von Hermann Löns.

#### Weimarer Republik
Nach dem Ersten Weltkrieg, in dem zahlreiche Wandervögel gefallen sind, gab es einen Neuanfang. Die Bündische Jugend im engeren Sinn entstand, die viele Lieder selbst schuf. Wichtige Bücher waren Der Spielmann des Quickborn, Sankt Georg (Herausgeber: Walter Gollhardt) und Kameraden Singt! von Robert Oelbermann. Der Jugendmusikpädagoge Walther Hensel hatte seine Hochzeit mit dem vielzitierten Singenden Quell und Stampedemi. Über die Pfadfinder fand der Jungvolker Verbreitung.
Bekannt sind die Lieder der Eisbrechermannschaft aus der Deutschen Jungenschaft, denn im damaligen Deutschland hatte man die Kämpfe in Russland zwischen den Weißen und den Roten aufmerksam verfolgt.
Über den Don Kosaken Chor Serge Jaroff kam die Deutsche Jugendbewegung in Kontakt mit der russischen Musik. Der Freiheitsdrang und der unbändige Wille zu einem selbstbestimmten Leben übten auf sie eine große Anziehungskraft aus. Viele Lieder der Don-Kosaken wurden mit deutschen Texten versehen und spielen bis heute eine bedeutende Rolle im Liedgut der Jugendbewegung. Es entstanden zahllose Pseudo-Kosakenlieder und Eindeutschungen, aus gleicher Quelle auch die Soldatenchöre der Eisbrechermannschaft.
Eberhard Koebel mit dj.1.11 regte die Nordland- und Russlandromantik an, die man heute noch in der Bündischen Jugend insbesondere im Liedgut wiederfindet. dj.1.11 führte außerdem die Kohte, die Jurte und die Jungenschaftsbluse in die bündische Jugend ein.

#### Drittes Reich und Zweiter Weltkrieg
Hans Baumanns Lieder, z. B. Horch auf Kamerad und die Weiße Trommel, waren populär. Sie passten genau in die Zeit und wurden von Bündischen wie von Nationalsozialisten gleichermaßen vereinnahmt und auch nach dem Zweiten Weltkrieg nicht verfemt. Das Liederbuch des sauerländischen Gebirgsvereins Unsere Lieder von Fritz Sotke war sehr verbreitet. Die Lieder der Südlegion und das Liederbuch Aus grauer Städte Mauern von Robert Götz entstanden noch, bevor die Bünde der Jugendbewegung verboten wurden. Die kirchlichen Gruppen wurden im Dritten Reich als letzte verboten und hatten daher am längsten die Möglichkeit, Liederbücher zu drucken. Das Singeschiff und das Liederbuch St. Georg sind Standardwerke.

#### Nachkriegszeit

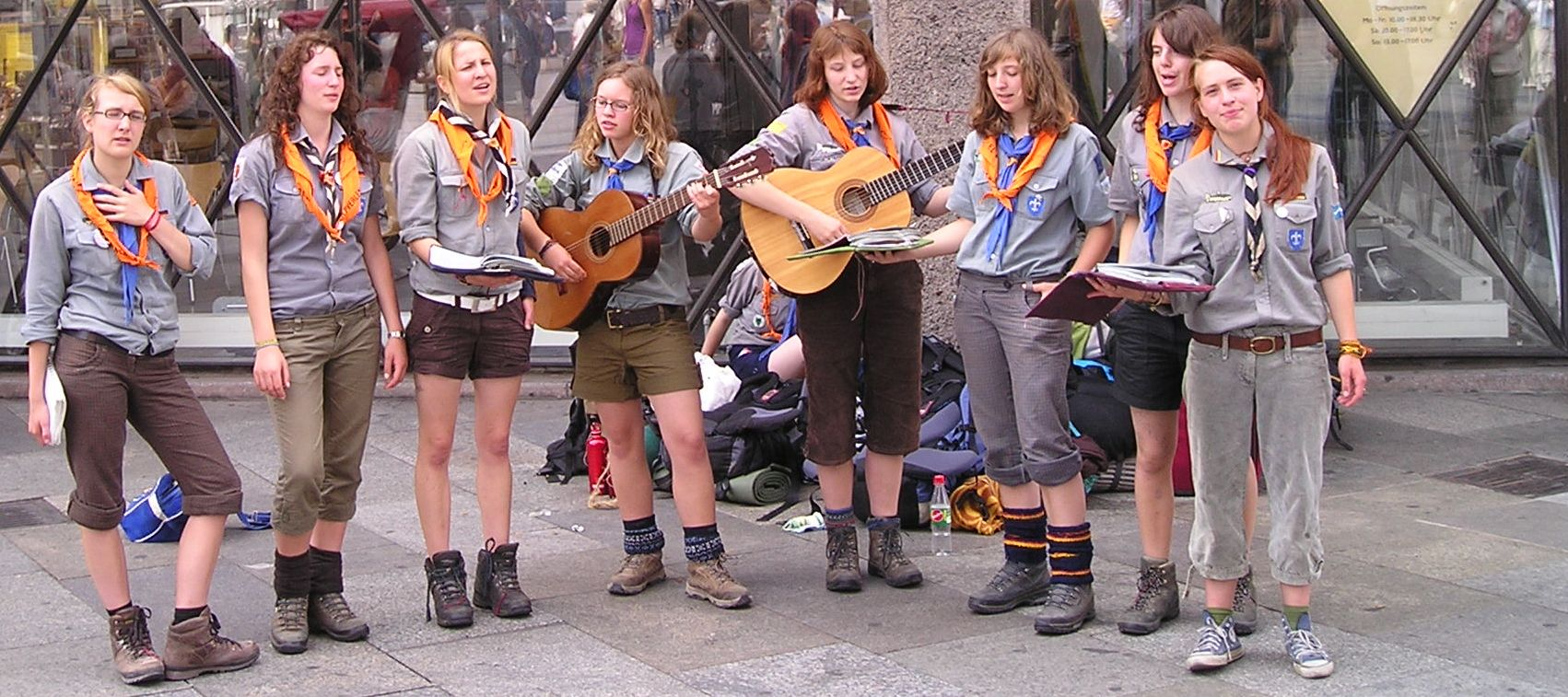
Singende Pfadfinderinnen

Nach dem Zweiten Weltkrieg geschah durch den amerikanischen Einfluss ein Paradigmenwechsel. Unter den Jugendlichen waren die „Bündischen“ eine immer kleiner werdende Subkultur. Das Liedrepertoire wurde auch stärker durch ausländische Lieder (z. B. durch die Übersetzungen von Walter Scherf, durch die Bürgerrechts- und Folklorebewegung) beeinflusst und erweitert.
Die bei ihm verbliebenen Nutzungsrechte brachte Ludwig Voggenreiters Bruder Heinrich 1949 in den in Bad Godesberg neu gegründeten Voggenreiter Verlag ein. Dort erschien 1952 Der Turm, eine 1966 abgeschlossene Liedersammlung, die von Konrad Schilling und Helmut König (helm) u. a. in zehn Ausgaben herausgegeben wurde und für viele Jahre das Standardwerk für bündisches Liedgut war. Darin dokumentierte er viele Lieder, die in der Zeit des Nationalsozialismus nicht gedruckt wurden.
Horst Fritsch gab ab 1948 im Südmarkverlag – zunächst in Lose-Blatt-Form – die Liederblätter deutscher Jugend heraus, die – anschließend in illustrierten Heftausgaben – über Jahrzehnte fortgesetzt wurden und kontinuierlich neue Impulse für die Liedkultur brachten.
Später fanden die Liederbücher Der Schwarze Adler und Liederbock vielfach Verwendung. Es waren eher Sammlungen bewährter alter Lieder. In diesen Jahrzehnten entstanden zahlreiche weitere Liedsammlungen, die das Singen in den Jugendbünden beeinflusste, z. B. die Hefte Weiße Straßen (1949) aus Kreisen der Jungenschaft, die Mundorgel vom CVJM Köln, Lieder von Mac von Erik Martin und Der Silberspring aus dem Zugvogel – deutscher Fahrtenbund. Eine ausgezeichnete Zusammenstellung neuer und alter bündischer Lieder ist der 2007 erschienene Codex Patomomomensis. Dieses Liederbuch weist auch für die meisten Lieder eine sorgfältig recherchierte Herkunftsgeschichte auf.

## Gelegenheiten, bei denen gesungen wird

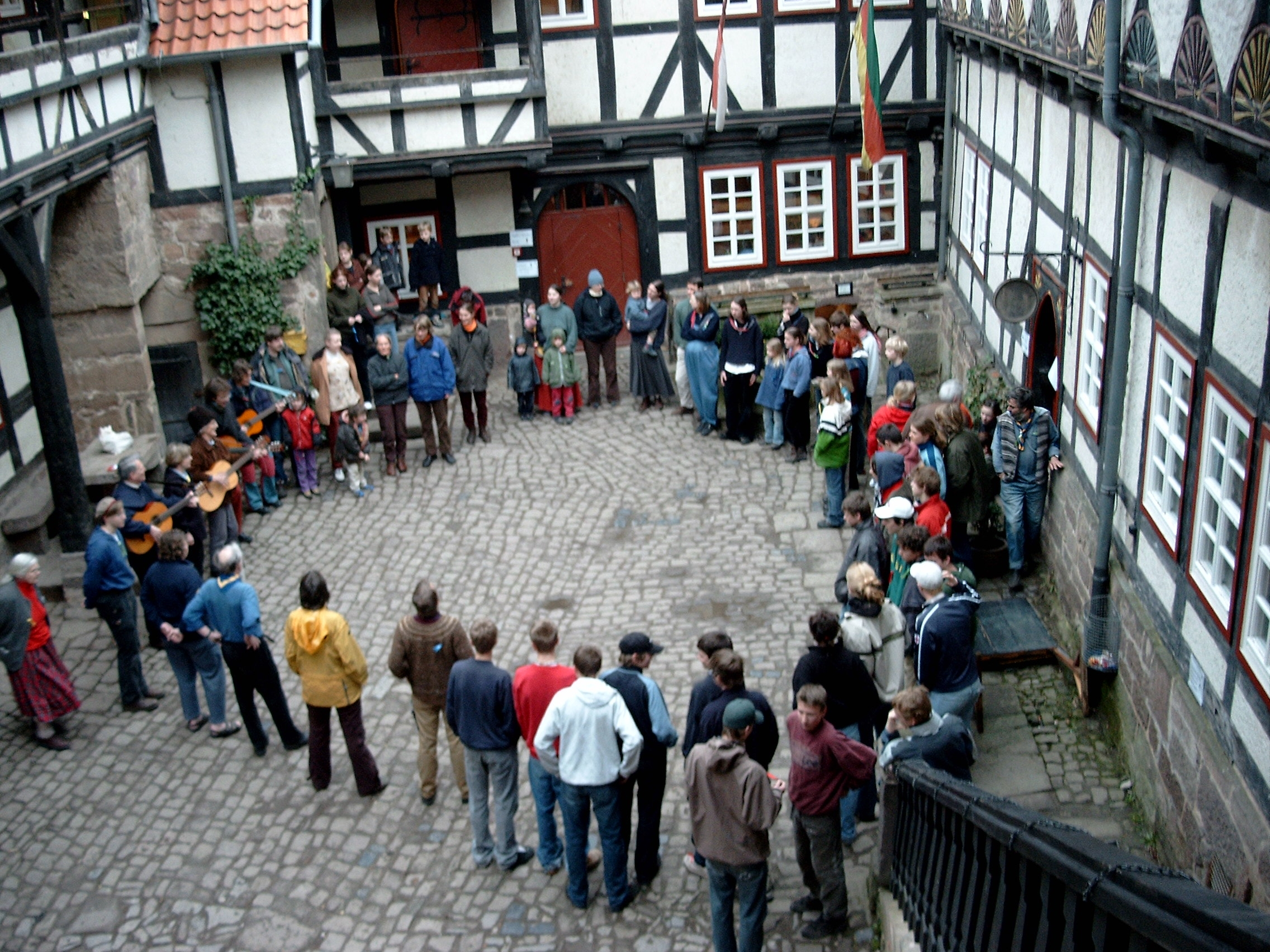
Singen während einer Morgenfeier beim Fest der Kulturinitiative Lebendig Leben auf Burg Ludwigstein

Je nach Bund und Gruppe wird unterschiedlich häufig gesungen. In Jugendbünden, in denen das Singen eine große Rolle spielt, kann im Tagesablauf zum Beispiel zu folgenden Gelegenheiten gesungen werden: Morgens singt eine Gruppe im Zeltlager zum Wecken. Sobald alle aufgestanden und angezogen sind, findet eine Morgenfeier statt, bei der man sich im Kreis versammelt; dabei wird ebenfalls gesungen, manchmal werden auch das eine oder andere Gedicht oder ein paar kurze Gedanken vorgetragen. Zusätzlich gibt es zur Einleitung und als Abschluss jeder Mahlzeit ein Lied. Wartezeiten werden durch spontanes Singen überbrückt. Schließlich versammeln sich abends alle am Lagerfeuer und singen noch stundenlang gemeinsam. Außerdem wird am Anfang und Ende von Veranstaltungen, Fahrten und Gruppenstunden sowie zu feierlichen Gelegenheiten gesungen. Wenn man von Außenstehenden Hilfe erhielt, bekommen sie zum Dank ein Lied vorgetragen.
Bei welchen Gelegenheiten gesungen wird, variiert von Bund zu Bund erheblich, doch zumindest das abendliche gemeinsame Singen und das Singen zu feierlichen Gelegenheiten gehören bei allen Pfadfindern, Wandervögeln und sonstigen Bündischen und jugendbewegten Gruppierungen dazu.
Eine besondere Rolle in den Bünden spielen sogenannte „Singewettstreite“. Hierbei treten Gruppen zu einem Wettbewerb mit Liedvorträgen an. Der älteste und bekannteste überbündische Singewettstreit ist der Hamburger Singewettstreit. Während er zu seinem Beginn (1955) von jungenschaftlichen Bünden dominiert wurde, prägen heute pfadfinderische Gruppen die jährliche Veranstaltung im Audimax der Universität Hamburg.
Typisch für das Singen in den Jugendbünden ist, dass viele Jugendbewegte Lieder in ihren eigenen handgeschriebenen Liederbüchern sammeln. Außerdem geben viele Bünde und Stämme eigene Liederbücher in Klein- und Kleinstauflagen heraus.

## Bündische Liedermacher
- Hans Baumann (katholische Jugend, Hitlerjugend)
- Heinrich Eichen (Deutsche Freischar)
- Walter Gättke (Wandervogel)
- Rolf Gehrke („gero“; Zugvogel – deutscher Fahrtenbund)
- Robert Götz (Wandervogel)
- Alo Hamm („trenk“; Zugvogel – deutscher Fahrtenbund)
- Kurt Heerklotz (Nerother Wandervogel)
- Werner Helwig (Nerother Wandervogel)
- Dirk Hespers (Nerother Wandervogel)
- Hedo Holland (Wandervogel)
- Eberhard Koebel („tusk“; Deutsche Jungenschaft vom 1. November 1929)
- Helm König (Deutsche Jungenschaft)
- Kurt Kremers („turi“; Nerother Wandervogel)
- Hans Kulla (Jungenschaft)
- Otto Leis (Nerother Wandervogel)
- Erik Martin („mac“; Deutsche Waldjugend)
- Rudi Rogoll (Nerother Wandervogel, Bund Deutscher Pfadfinder)
- Walter Scherf („tejo“; Deutsche Jungenschaft)
- Erich Scholz („Olka“; Bund deutscher Jungenschaften)
- Wilhelm Sell (Nerother Wandervogel)
- Jürgen Sesselmann („Mayer“; Nerother Wandervogel)
- Alexej Stachowitsch („Axi“; Pfadfinder Österreichs, Nerother Wandervogel, Jungenbund Phoenix)
- Alfred Zschiesche (Nerother Wandervogel)

## Beispiele von Liedern
Fahrtenlieder im engeren Sinne, also Lieder, die sowohl oft in den Bünden gesungen werden als auch von Bündischen für diesen Zweck geschrieben wurden:
- Auf vielen Straßen dieser Welt (Text: Björn Behnke, Melodie: Alfred Zschiesche)
- Aus grauer Städte Mauern (Text: Hans Riedel/Herman Löns, Melodie: Robert Götz)
- Endlos lang zieht sich die Straße (Kurt Kremers)
- Nordwärts, nordwärts (Silke Neumann, Bund der Pfadfinderinnen und Pfadfinder)
- Roter Mond über Silbersee (aus dem Hortenring Ernsthofen)
- Über meiner Heimat Frühling (Eberhard Koebel)
- Wenn der Abend naht (Erik Martin)
- Wenn die bunten Fahnen wehen (Alfred Zschiesche)
- Wildgänse rauschen durch die Nacht (Text: Walter Flex, Melodie: Robert Götz)
- Wir sind eine kleine verlorene Schar (Nerother Wandervogel)
- Wir wollen zu Land ausfahren (Text: Hjalmar Kutzleb, Melodie: Kurt von Burkersroda)

Daneben werden in der Jugendbewegung auch allgemein bekannte Volkslieder als Fahrten- und Wanderlieder gesungen:
- Das Wandern ist des Müllers Lust (Text: Wilhelm Müller, Melodie: Carl Friedrich Zöllner)
- Die Gedanken sind frei
- Hejo, spann den Wagen an
- Im Frühtau zu Berge (Olof Thunman, Übertragung: Walther Hensel)
- Kein schöner Land in dieser Zeit (Anton Wilhelm von Zuccalmaglio)
- Komm, lieber Mai, und mache (Text: Christian Adolph Overbeck, Melodie: Wolfgang Amadeus Mozart)
- Wohlauf in Gottes schöne Welt (Julius Rodenberg)

## Liedersammlungen
- Hans Breuer (Hrsg.): Der Zupfgeigenhansl. 10. Auflage. Friedrich Hofmeister Verlag, Leipzig 1913.
- Walter Gollhardt (Hrsg.): St. Georg. Liederbuch deutscher Jugend. 1. Auflage. Verlag Günther Wolff, Plauen 1931.
- Alfons M. Hamm (Trenk), später Zugvogel – deutscher Fahrtenbund (Hrsg.): Silberspring, Selbstverlag, Ausgabe 1–6, 1955–2005.
- Konrad Schilling (Hrsg.): Der Turm A. 453 Lieder für Jungen. Voggenreiter Verlag, Bonn-Bad Godesberg 1966, ISBN 3-8024-0028-3.
- Konrad Schilling (Hrsg.): Der Turm B. Folklore aus allen Ländern. Voggenreiter Verlag, Bonn-Bad Godesberg 1966, ISBN 3-8024-0029-1.
- Konrad Schilling (Hrsg.): Der schräge Turm. Voggenreiter Verlag, Bonn-Bad Godesberg 1989, ISBN 3-8024-0030-5.
- Horst Fritsch (Hrsg.): Liederblätter deutscher Jugend. Südmarkverlag Fritsch KG, Heidenheim an der Brenz.
- Schwarzer Adler. Deutscher Pfadfinderbund Westmark e. V., Stamm Schwarzer Adler (Hrsg.), 1982.
- Bulibu. Deutscher Pfadfinderbund Westmark e. V. (Hrsg.), Köln 1986.
- Liederbock. Arbeitskreis des VCP Homburg.
- Paul Rode (Momo) und Tim O. Becker (Pato): Codex Patomomomensis. Zauberwaldverlag, Hamburg 2007.